# Par respect de l'enfant
Pour plus de détails, voir Fiche technique et Distribution.
Par respect de l'enfant ou Le Sacrifice est un court métrage muet français réalisé par Albert Capellani, sorti en 1911.

## Fiche technique
- Titre : Par respect de l'enfant
- Titre alternatif : Le Sacrifice
- Réalisation : Albert Capellani
- Scénario : Chaptal
- Photographie :
- Montage :
- Producteur :
- Société de production : Société cinématographique des auteurs et gens de lettres (S.C.A.G.L.)
- Société de distribution :  Pathé Frères
- Pays d'origine :  France
- Langue : film muet avec les intertitres en français
- Métrage : 295 mètres
- Format : Noir et blanc — 35 mm — 1,33:1 —  Muet
- Genre : Film dramatique
- Durée : 9 minutes 50
- Dates de sortie :
  -  France : 21 septembre 1911

## Distribution
- Paul Capellani : Paul Sernin
- Georges Tréville : Jacques d'Hastry
- Charles Mosnier : Monsieur de Beauchamps
- Jeanne Bérangère : Irène de Beauchamps
- Émile Mylo